# Савойський цивільний орден
Савойський цивільний орден (італ. Ordine civile di Savoia) — цивільний орден Сардинського, згодом Італійського королівства протягом 1831—1946 років.

## Історія
Савойський цивільний орден був заснований 29 жовтня 1831 року сардинським королем Карлом Альбертом. Ним нагороджувались лише піддані Сардинського, згодом Італійського королівства, які своєю діяльністю у галузі науки, мистецтва чи комерції вчинили честь короні та державі.
Максимальна кількість кавалерів ордена спочатку становила 40 осіб, з 1859 року — 50, з 1861 — 60, з 1887 — 70 осіб.
З проголошенням 2 червня 1946 року республіки орден більше не вручається на території Італії. Одначе, оскільки орден був запроваджений як династичний ще до заснування Королівства Італія, король Умберто II продовжував нагороджувати ним до своєї смерті у 1983 році.
У 1988 році Віктор Еммануїл Савойський відновив приватну асоціацію, натхненну Савойським цивільним орденом, назвавши її Орденом «За заслуги перед Савоєю» (італ. Ordine al merito di Savoia).

## Класи
Орден мав єдиний клас кавалера.

## Опис
Орден має вигляд золотого хреста із блакитною емаллю. Посередині хреста розміщений білий круг з ініціалами «C.A.» (Carlo Alberto), які після смерті Карла Альберта були замінені на «V.E.» (Vittorio Emanuele II).
На зворотній стороні хреста розміщений напис «AL MERITO CIVILE 1831» (За цивільні заслуги 1831).
Орденська стрічка — біла, з блакитною смугою посередині.